# Брјале (Бреша)
Брјале је насеље у Италији у округу Бреша, региону Ломбардија.
Према процени из 2011. у насељу је живело 666 становника. Насеље се налази на надморској висини од 644 м.